# Virus Lassa
Il virus Lassa (LASV) (Lassa mammarenavirus) è un arenavirus del genere Mammarenavirus che causa la febbre emorragica di Lassa, un tipo di febbre emorragica virale (viral hemorrhagic fever - VHF), negli esseri umani e in altri primati. Il virus Lassa è un virus che richiede il livello di contenimento di biosicurezza 4.

## Geografia
È endemico nei paesi dell'Africa occidentale, in particolare la Sierra Leone, la Repubblica di Guinea, la Nigeria e la Liberia, dove l'incidenza annuale di infezione è tra i 300.000 e i 500.000 casi, con conseguenti 5.000 morti l'anno.